# Mica (político)
Adilmar Arcênio dos Santos (São João de Meriti, 22 de novembro de 1955), conhecido como Mica, é um político brasileiro. Foi deputado estadual no Rio de Janeiro, prefeito e vereador no município de São João de Meriti.

## Biografia
Filiado ao antigo Partido Trabalhista Renovador, foi eleito deputado estadual em 1990. Já no PMDB, foi vitorioso na eleição à prefeitura de São João de Meriti, em 1992. Na época, obteve 69,11% dos votos.
Em 1995, testemunhou o atentado que vitimou o então prefeito de Belford Roxo, Jorge Júlio da Costa dos Santos, o Joca. A morte aconteceu em Laranjeiras, quando os dois políticos rumavam para se encontrar com o governador Marcello Alencar, para discutir assuntos sobre a Baixada Fluminense.
Após deixar a prefeitura, assumiu o cargo de Secretário de Estado de Desenvolvimento da Baixada Fluminense, em 1997, na gestão de Marcello Alencar no governo do Rio de Janeiro. Na época, a região ganhou a construção da Via Light, além da extensão do metrô até a Pavuna, que fica no limite com o município de São João de Meriti.
Ocupou o cargo de vereador de São João de Meriti em mais três mandatos: em 2000, 2004 e 2016. Na eleição de 2020, terminou na suplência.